# Poplava u Bufalo Kriku
Poplava u Bufalo Kriku je bila katastrofa koja se dogodila 26.02.1972. godine, kada je hidromešavina (mešavina uglja i vode) Pitstonske rudarske kompanije, probila branu #3, koja se nalazila na brdu u Okrugu Logan, u Zapadnoj Virdžiniji, 4 dana nakon što je brana proglašena "zadovoljavajućom", od strane državnog inspektora za rudnike.
Poplava koja je usledila, oslobodila je 500 000 m³ crne otpadne vode, uzdižući se preko 10 metara iznad 16 rudarskih gradova u dolini Bufalo Krik. Od 5000 ljudi, 125 je ubijeno, 1121 je povredjeno i preko 4000 ljudi je ostalo bez krova nad glavom. 507 kuća je uništeno, pored 44 montažnih i 30 poslovnih obejkata. U pravnom izveštaju Pitston Ugalj je izjavio da je to "Delo Boga".
Brana #3 je izgrađena od grubog rudarskog otpada, 1968. godine, istresanjem grubog otpada u Bufalo Krik, prvo je zakazala, usled velike kiše. Voda iz brane#3 se nakon toga prelila u branu#2 i branu #1.  Brana#3 je, umesto na čvrstom temelju, izgrađena na sedimentima hidromešavine koja se taložila iza brane  # 1 i #2.  Brana#3 je bila visoka 80 metara kada je popustila iznad grada Saunders.

## Istraga
Dve komisije su istražile katastrofu. Prvo, Ad Hoc istražni odbor guvernera, koji je imenovan od strane guvernera Arch A. Moore, ml., Sastavljen je u potpunosti od svih članova koji su simpatični prema industriji uglja ili državnim službenicima čiji su sektori mogli biti sakriveni u nastanku poplave. Jedan od istraživača bio je Jack Spadaro, čovek koji je posvetio svoje vrijeme regulisanju izgradnje brana radi sigurnosti. Nakon tadašnjeg predsednika Ujedinjenih rudara Arnolda Millera i drugih, vladu Mooreu je odbacio njihov zahtev da se rudniku uglja dodaju guvernerskoj komisiji, a posebna građanska komisija sastavljena je da obezbedi nezavisni pregled katastrofe.
Simpson-Houslei i De Man (1989) su otkrili da su stanovnici Buffalo Creeka 17 godina kasnije postigli veću meru anksioznosti osoblja u poređenju sa stanovnicima Kopperstona, obližnjeg ugljenog grada koji nije doživio poplave.

## Rezultati
Denis Prins i još 625 preživelih tužili su Pitstonsku rudarsku kompaniju, tražeći 64 miliona dolara u odšteti (291,93 miliona dolara u 2011. godini). Nagodili su se juna 1974. godine na 13,5 miliona dolara, tj 13000 dolara po osobi nakon sudskih troskova(62400 dolara u 2014 godini). Druga tužba je podneta od strane 348 preživele dece, koja su tražila 225 miliona dolara. Juna 1974. godine, nagodili su se na 4,8 miliona dolara.

## Srodno
Keri Olbrajt postao je poznata pod nazivom "čudesna  beba" nesreće. Trčeći od ivice vodenog talasa, njegova majka ga je bacila iznad nivoa vode, tik pre nego što se udavila. On je preživeo i otac ga je odgajio. Njegovo preživljavanje dalo je nadu i inspiraciju drugim prživelima.

## Literatura
- Kai T. Erikson (1976). Everything In Its Path. Simon and Schuster. стр. 284. ISBN 0-671-24067-6.
- Gerald M. Stern, The Buffalo Creek Disaster  0-394-72343-0

## Spoljašnje veze
- „Voices of Buffalo Creek”. Charleston Gazette. Архивирано из оригинала 5. 4. 2005. г. Приступљено 27. 4. 2005.
- „Buffalo Creek Flood”. Marshall University Special Collections. Архивирано из оригинала 02. 03. 2013. г. Приступљено 25. 2. 2013.
- „Buffalo Creek Flood”. West Virginia Division of Culture and History. Архивирано из оригинала 18. 10. 2007. г. Приступљено 28. 10. 2007.
- „Survivor recounts Buffalo Creek disaster”. West Virginia Public Broadcasting. 9. 7. 2010. Архивирано из оригинала 28. 09. 2011. г. Приступљено 27. 2. 2009.
- „Guide to the Council of Southern Mountains Records includes documents pertaining to Buffalo Creek interviews, articles, activism”. Berea College Special Collections and Archives. Архивирано из оригинала 25. 06. 2009. г. Приступљено 3. 8. 2009.